# Advenella
Advenella es un género de bacterias gramnegativas de la familia Alcaligenaceae. Fue descrito en el año 2005. Su etimología hace referencia a pequeño extraño. Es aerobia y en general móvil. La mayoría de especies se han aislado de suelos, lodos y heces. Solamente Advenella incenata, la especie tipo, se ha aislado de forma esporádica en muestras clínicas humanas y de animales, aunque su patogenicidad no está clara. 

## Taxonomía
En el año 2005, todas las especies del género Tetrathiobacter (A. kashmirensis y A. mimigardefordensis) fueron transferidas al género Advenella, quedando inválido el anterior.
Actualmente hay 6 especies descritas:
- Advenella alkanexedens
- Advenella faeciporci
- Advenella incenata
- Advenella kashmirensis
- Advenella mandrilli
- Advenella mimigardefordensis